# ماركو ميلوشيفيتش (لاعب كرة قدم)
ماركو ميلوشيفيتش هو لاعب كرة قدم بوسني في مركز الوسط، ولد في 17 يونيو 1952 في Romanovci ‏ في البوسنة والهرسك.